# Nohant-en-Graçay
Nohant-en-Graçay is een gemeente in het Franse departement Cher (regio Centre-Val de Loire) en telt 306 inwoners (1999). De plaats maakt deel uit van het arrondissement Vierzon.

## Geografie
De oppervlakte van Nohant-en-Graçay bedraagt 24,7 km², de bevolkingsdichtheid is 12,4 inwoners per km².
De onderstaande kaart toont de ligging van Nohant-en-Graçay met de belangrijkste infrastructuur en aangrenzende gemeenten.

## Demografie
Onderstaande figuur toont het verloop van het inwonertal (bron: INSEE-tellingen).

## Bekende inwoners
Kinderboekenschrijfster Zulma Carraud woonde tussen 1851 en 1882 in bij haar broer in Nohant-en-Graçay. Daar schreef ze tussen 1852 en 1868 al haar boeken, te beginnen met La Petite Jeanne ou Le devoir.